# Karasenir, Kozaklı
Karasenir là một thị trấn thuộc huyện Kozaklı, tỉnh Nevşehir, Thổ Nhĩ Kỳ. Dân số thời điểm năm 2011 là 765 người.